# 투 킬 어 킹
투 킬 어 킹(To Kill a King)은 영국에서 제작된 마이크 베이커 감독의 2003년 드라마 영화이다. 팀 로스 등이 주연으로 출연하였다.

## 출연

### 주연
- 팀 로스
- 더그레이 스콧

### 조연
- 루퍼트 에버릿
- 올리비아 윌리암스
- 제임스 볼램
- 코린 레드그레이브
- 핀바 린치
- 조나단 코이